# Ośrodek Karta
Ośrodek Karta (zapis stylizowany: Ośrodek KARTA, pełna nazwa: Fundacja Ośrodka KARTA) – niezależna organizacja pozarządowa o statusie organizacji pożytku publicznego, największe w Polsce archiwum społeczne stawiające sobie za cel dokumentowanie najnowszej historii Polski i Europy Środkowo-Wschodniej oraz upowszechnianie wiedzy o niej. Ośrodek jest wydawcą kwartalnika „Karta” ukazującego się od 1982, prowadzi działalność wydawniczą, wystawienniczą i edukacyjną.
Misją Ośrodka KARTA jest odkrywanie, chronienie, upowszechnianie historii widzianej z perspektywy wielu jednostek, w taki sposób, że historia staje się źródłem zrozumienia, buduje wspólnotę, wspiera pojednanie.
Ośrodek KARTA współpracuje ze Stowarzyszeniem Memoriał. W 2005 zainicjował powstanie Domu Spotkań z Historią. W 2007 dopracował metodologię imiennego dokumentowania ofiar represji III Rzeszy. W 2012 powołał archiwistykę społeczną jako dziedzinę życia publicznego. W 2018 opisał stulecie polskiej niepodległości. W 2019 zainicjował Dom Wschodni, a w 2020 powołał do życia Centrum Archiwistyki Społecznej. W 2022 zainicjował powstanie Witryny Domu Wschodniego. Również w 2022 obchodził 40. rocznicę swojego istnienia, organizując serię dni poświęconych różnym tematom.

## Historia Karty

### Powstanie i początki działalności (1982–1989)

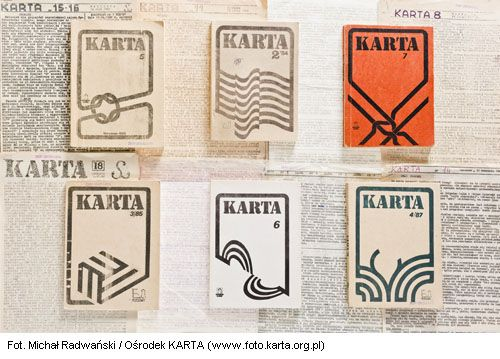
Archiwalne numery „Karty”. Fot. Michał Radwański / Fundacja Ośrodka KARTA

W styczniu 1982 powołano w Warszawie „Kartę” jako podziemną gazetkę publicystyczną. Ukazało się 19 numerów tego wydawnictwa, które po kilku miesiącach przekształciło się w niezależny almanach, prezentujący postawy ludzi szukających wolności w świecie dyktatur. W październiku 1983 redakcja rozpoczęła przygotowywanie serii wywiadów z więźniami politycznymi wychodzącymi na wolność. Zapisy z lat 1981–1986 ukazały się w książce Polityczni wydanej przez „Przedświt”.
W lutym 1984 w drugim obiegu ukazała się przygotowana przez zespół „Karty” książka W stanie będąca pierwszym całościowym obrazem stanu wojennego, spisanym w formie zbiorowego pamiętnika. Za działalność w „Karcie” w marcu 1985 aresztowano Zbigniewa Gluzę, redaktora naczelnego, i przeprowadzono rewizje u redaktorów pisma. W listopadzie 1989 po raz pierwszy przedstawiciel redakcji wypowiedział się publicznie w „Dzienniku Telewizyjnym”. Uruchomiono również „okienko” Archiwum Wschodniego w jednym z programów historycznych.

### Rozwój i legalizacja (1989–2004)

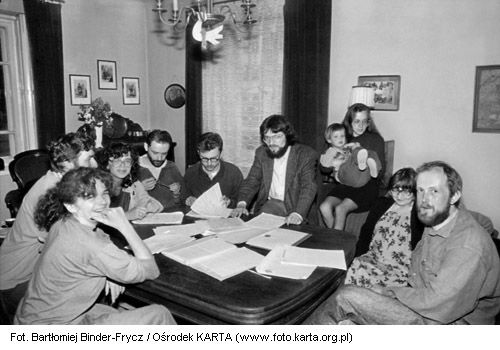
14 lipca 1990, Podkowa Leśna. Dom Katarzyny i Piotra Mitznerów. Ostatnie zebranie redakcyjne podziemnej „Karty”. Od lewej: Katarzyna Grochola, Sławomir Dąbrowski, Alicja Wancerz-Gluza, Jerzy Modlinger, Wojciech Widłak, Zbigniew Gluza, Katarzyna Madoń-Mitzner z synem Marcinem, Elwira Milewska-Zonn, Piotr Mitzner. Fot. Bartłomiej Binder-Frycz / Fundacja Ośrodka KARTA

W lutym 1990 zarejestrowano oficjalnie Fundację Archiwum Wschodniego oraz Fundację KARTA, ściśle ze sobą współpracujące. W lipcu 1990 po raz ostatni zebrała się redakcja „Karty” podziemnej. Podjęto decyzję o zalegalizowaniu pisma, które oficjalnie ukazało się w styczniu 1991. W listopadzie 1991 powołane zostało Archiwum Peerelu (od maja 1998: Archiwum Opozycji), zbierające społeczne świadectwa dotyczące Polski powojennej, w tym dokumenty oporu przeciw systemowi. W grudniu 1991 powołany został Ośrodek KARTA, łączący wszystkie agendy i przedsięwzięcia obu Fundacji.
W kwietniu 1992 zorganizowane zostało w Warszawie spotkanie z 54 członkami Stowarzyszenia „Memoriał” (Rosja, Ukraina), tzw. Tydzień Sumienia w Polsce. W tym samym czasie powołano w Ośrodku przedstawicielstwo Stowarzyszenia „Memoriał” w Polsce, które zostało następnie przekształcone w polski „Memoriał”. Rozwijano wspólnie program „Wspólne Miejsce – Europa Wschodnia”. Pracę tę koordynował Ośrodek KARTA. Przedstawicielstwo zastąpiła umowa partnerska z „Memoriałem”. W lipcu 1992 ogłoszono w polskiej prasie informacje pochodzące od przedstawicieli „Memoriału” o znajdującym się w Archiwum Prezydenckim w Moskwie dokumencie z 5 marca 1940 zatwierdzającym zbrodnię katyńską (w październiku 1992 prezydent Borys Jelcyn przekazał jego kopię prezydentowi RP Lechowi Wałęsie).
W marcu 1993 odbyło się spotkanie uczestników Marca 1968 na Uniwersytecie Warszawskim. W czerwcu 1993 zorganizowano „Tydzień Sumienia w Londynie”, spotkanie przedstawicielstwa Ośrodka KARTA i „Memoriału” ze środowiskami emigracji politycznej. We wrześniu 1993 siedzibą Ośrodka stał się lokal przy ulicy Narbutta 29 w Warszawie. W ciągu półtora roku sprowadzone zostały tu wszystkie agendy i zbiory rozproszone wcześniej w kilkunastu miejscach (m.in. w trzech siedzibach w Warszawie, we Wrocławiu, Poznaniu). W czerwcu 1994 miało miejsce spotkanie Polaków i Ukraińców na temat wydarzeń lat 1918–1948 pod hasłem „Trudne pytania”. Był to początek dialogu polsko-ukraińskiego na temat tego okresu. Podpisany został pierwszy wspólny komunikat opisujący stan wiedzy o wzajemnym konflikcie lat 40..
W październiku 1994 doszło do spotkania rosyjskich i polskich badaczy historii zbrodni sowieckich pod hasłem „Związek Radziecki – Polska 1919–89. W kręgu imperium”. Ustalone zostały zasady współpracy Ośrodka KARTA z „Memoriałem” nad ustalaniem losów represjonowanych. W tym samym miesiącu podczas uroczystości 55-lecia uchodźstwa z Polski po 17 września 1939 w Ambasadzie RP w Bukareszcie podjęta została współpraca z rumuńskimi świadkami wydarzeń. W marcu 1995 odbył się „Dzień Rumuński” w Ośrodku KARTA – spotkanie polskich uchodźców, którzy po 17 września 1939 schronili się w Rumunii. W zbiorach Ośrodka powstała „kolekcja rumuńska”. We wrześniu 1995 miała miejsce premiera reportażu telewizyjnego „Rumuńska Karta”.
W październiku 1996 połączono Fundację Archiwum Wschodniego i Fundację KARTA w Fundację Ośrodka KARTA. Celem nowej Fundacji stało się także „szerzenie i umacnianie tolerancji i demokracji”. W listopadzie 1996 odbyła się konferencja „Czas dysydentów”. Ośrodek stał się międzynarodowym koordynatorem „Słownika dysydentów”. Prace miały być prowadzone docelowo w 23 współczesnych krajach. W grudniu 1996 otwarta została w Ośrodku wystawa Niezależnej Agencji Fotograficznej „Dementi” z Wrocławia, prezentująca zdjęcia z lat 1982–1991.
W styczniu 1997 Indeks Represjonowanych stał się na trzy lata ogólnopolskim programem badawczym pod patronatem Ministerstwa Sprawiedliwości. 
W maju 1998 przemianowano Archiwum Peerelu na Archiwum Opozycji.
W styczniu 2000 wraz z Teatrem Ósmego Dnia i innymi środowiskami niezależnymi politycznie na placu Zamkowym w Warszawie przygotowano demonstrację „Alarm dla miasta Grozny” przeciw rosyjskiej eksterminacji Czeczenii. W październiku 2000 otwarto wystawę „Bramy Wolności” przy polskim pawilonie wystawowym podczas Międzynarodowych Targów Książki we Frankfurcie nad Menem. Ukazał się pierwszy numer niemieckojęzycznej „Karty”, antologia tekstów kwartalnika.
W marcu 2001 odbył się finał trzyletniego konkursu „Prywaciarze 1945–89”, zorganizowanego wspólnie z Fundacją Bankową im. L. Kronenberga. Wydano album i otwarto wystawę pod tym samym tytułem. W maju 2001 Ośrodek („Historia Bliska”) włączył się do EUSTORY. Ukonstytuowała się sieć organizatorów szkolnych konkursów historycznych w Europie (z udziałem 14 krajów) przy wsparciu Fundacji Körbera w Hamburgu. We wrześniu 2001 otwarto „Indeks Represjonowanych” w Ośrodku Internetowego Centrum. W grudniu 2001 uruchomiono Klub Archiwum Opozycji, nieformalne stowarzyszenie ludzi dawnej opozycji, wspierające dokumentowanie działalności niezależnej w okresie PRL.
W sierpniu 2002 Fundacja Ośrodka KARTA podpisała umowę z Instytutem Pamięci Narodowej o współdziałaniu przy „Indeksie Represjonowanych”. W listopadzie 2002 powołana została Rada Archiwów Społecznych (przy Naczelnej Dyrekcji Archiwów Państwowych), wspierająca archiwistykę społeczną w Polsce. Przewodniczącym Rady został Zbigniew Gluza. Sekretariat merytoryczny prowadziła Fundacja Ośrodka KARTA. W marcu 2003 miało miejsce spotkanie „50 lat po” (śmierci Stalina), zorganizowane w Pałacu Kultury i Nauki w Warszawie, mające przypomnieć epokę stalinowską i oddać hołd ofiarom systemu komunistycznego. W kwietniu 2004 miała miejsce ogólnopolska akcja „Koniec Jałty”, obejmująca wystawę w PKiN, publikacje oraz cykl telewizyjny w TVP, przypominająca polską drogę od konferencji w Jałcie w 1945 roku do wejścia Polski do Unii Europejskiej.
W lipcu 2004 Fundacja Ośrodka KARTA uzyskała status organizacji pożytku publicznego. 

### Nowe inicjatywy i międzynarodowa współpraca (2005–2022)
W listopadzie 2004 Urząd Miasta st. Warszawy zatwierdził plan powołania w 2005 roku Domu Spotkań z Historią, którego gospodarzem miał być Ośrodek KARTA. Instytucję otwarto we wrześniu 2005. Prowadzi ona działania edukacyjne, projekcje multimedialne oraz filmowe. W Domu Spotkań z Historią dostępna była (w czterech językach: polskim, angielskim, niemieckim i rosyjskim) stała wystawa multimedialna „Europa XX wieku: oblicza totalitaryzmu”, pokazująca narodziny, rozkwit i upadek nazizmu i komunizmu (ze szczególnym akcentem na ich apogeum – II wojnę światową).
16 września 2005 nastąpiło uruchomienie witryny internetowej „Uczyć się z historii” powstałej dzięki współpracy z niemiecką fundacją Fördergesellschaft für Kulturelle Bildung. 15 grudnia 2005 w Miejskim Domu Kultury w Szczebrzeszynie odbyła się prezentacja projektów nagrodzonych w konkursie ogłoszonym przez Fundację Ośrodka KARTA przy finansowym wsparciu Fundacji PZU pod tytułem „Wojna: okupacje, opór, ludobójstwo, wysiedlenia na Zamojszczyźnie”. W październiku 2006 na zlecenie IPN i MKiD uruchomiono program „Straty osobowe i ofiary represji pod okupacją niemiecką”. W styczniu 2007 KARTA obchodziła 25-lecie swojego istnienia.
W grudniu 2007 Fundacja Ośrodka KARTA zorganizowała międzynarodowy Szczyt EUSTORY (Warszawa 6–9 grudnia 2007), a w kwietniu 2008 „Dni Sybiraków” w 20. rocznicę założenia „Indeksu Represjonowanych”. W czerwcu 2008 na Zamku Królewskim w Warszawie odbył się finał XII edycji konkursu „Historia Bliska” pt. „Mała ojczyzna w pamięci i świadectwach”. Druga część finału zorganizowano w Domu Spotkań z Historią, gdzie uruchomiono Klub „Historii Bliskiej”. We wrześniu 2008 Fundacja zorganizowała w czasie XVIII Forum Ekonomicznego w Krynicy (9–10 września) „Okrągły Stół Dysydentów”, pt. „Tradycja nonkonformizmu a współczesna Europa”. Ogłoszono specjalne oświadczenie, pod którym podpisali się m.in. Siergiej Kowalow, Ludwig Mehlhorn i Algirdas Patackas.
17 września 2008 powołane zostało Społeczne Forum Historii działające przy Domu Spotkań z Historią w Warszawie. Podczas inauguracyjnej debaty jego uczestnicy sformułowali tekst oświadczenia związanego z rocznicami przypadającymi w 2009. W październiku 2008 Fundacja Ośrodka KARTA i Dom Spotkań z Historią zorganizowały dyskusję pod hasłem „Zaolzie w XX wieku – spór polsko-czeski” poświęconą polsko-czeskiej historii na Zaolziu, której towarzyszyła wystawa oraz publikacje.
W grudniu 2008, na Rynku Starego Miasta we Wrocławiu, pokazano wystawę CSSO – Porozumienie Organizacji Wspierających „Solidarność” przygotowaną przez Fundację Ośrodka KARTA. W maju 2009 w siedzibie Domu Spotkań z Historią zorganizowano spotkanie Represjonowani na Wschodzie – co wiadomo?, którego celem było przedstawienie aktualnego stanu wiedzy o represjach sowieckich wobec obywateli II RP oraz prezentacja Indeksu Represjonowanych. W czerwcu 2009 odbył się finał XIII edycji konkursu Historii Bliskiej Rok 1989: koniec, przełom, początek…?. W czerwcu 2009, w ramach przygotowanej przez Dom Spotkań z Historią w 20. rocznicę wyborów 4 czerwca 1989 akcji Wyłącz system, Fundacja Ośrodka KARTA przedstawiła na Krakowskim Przedmieściu multimedialną wystawę plenerową Sztafeta do wolności. 1976–1989 poświęconą wydarzeniom prowadzącym do upadku komunizmu w Polsce oraz w innych krajach Europy Środkowo-Wschodniej. We wrześniu 2009, w ramach obchodów 70. rocznicy wybuchu II wojny światowej, Fundacja Ośrodka KARTA wraz z DSH na placu Piłsudskiego przygotowała instalację memoriałową Każdy z 12 milionów. Hołd ofiarom obu totalitaryzmów zawierającą definicje represji oraz biogramy pojedynczych ofiar. Instalacja po raz pierwszy podała informacje o łącznym szacunku skali represji wobec obywateli II RP podczas II wojny światowej.
We wrześniu 2009 w Domu Spotkań z Historią otwarto w nowej aranżacji wystawę Oblicza totalitaryzmu przygotowaną wspólnie z Ośrodkiem KARTA. Wystawa prezentowana w czterech językach (polskim, angielskim, rosyjskim i niemieckim) przedstawiała powstanie i rozwój nazizmu i komunizmu w XX wieku. We wrześniu 2009 Fundacja Ośrodka KARTA, Dom Spotkań z Historią oraz Rumuński Instytut Kultury w Warszawie zorganizowały konferencję 70. Rocznica Uchodźstwa Polskiego w Rumunii, połączoną z premierą albumu wydanego przez FOK pt. Rumuński azyl. Losy Polaków 1939–45.
We wrześniu 2009 w Państwowym Muzeum Historii Politycznej Rosji w Petersburgu zaprezentowana została wystawa Wrzesień 1939. Rozbiór Polski przygotowana przez Ośrodek KARTA. W tym samym miesiącu Fundacja Ośrodka KARTA rozpoczęła współpracę w ramach Programu Rozwoju Bibliotek z Fundacją Rozwoju Społeczeństwa Informacyjnego, mającą na celu wdrożenie sieci Cyfrowych Archiwów Tradycji Lokalnej (CATL) przy bibliotekach gminnych w gminach do 20.000 mieszkańców.
W grudniu 2009 nastąpiło uruchomienie portalu historycznego Fundacji Ośrodka KARTA – XXwiek.pl. W lutym 2010 w Domu Spotkań z Historią odbyła się – z udziałem Andrzeja Wajdy oraz Aleksandra Gurjanowa ze Stowarzyszenie „Memoriał” – konferencja prasowa Rosja a Katyń dotycząca aktualnego stanu działań w Rosji na rzecz ostatecznego wyjaśnienia spraw związanych ze Zbrodnią Katyńską. Wiosną 2010 w ogólnopolskiej prasie („Gazeta Wyborcza”, „Polska”, „Rzeczpospolita”, „Tygodnik Powszechny”, „Newsweek”) ukazał się apel pięćdziesięciu historyków o pomoc dla Ośrodka KARTA.
W październiku 2010 książką Egzekutor Stefana Dąmbskiego zainaugurowana została nowa seria wydawnicza Ośrodka KARTA – „Tematy Karty”. W marcu 2011 Zbigniew Gluza został odznaczony przez Prezydenta RP Bronisława Komorowskiego Krzyżem Komandorskim Orderu Odrodzenia Polski. W kwietniu 2011 Anna Dzienkiewicz, wieloletnia szefowa i redaktorka serii wydawniczej „Indeksu Represjonowanych”, została odznaczona przez Prezydenta RP Krzyżem Kawalerskim Orderu Odrodzenia Polski za upowszechnianie prawdy o Zbrodni Katyńskiej. We wrześniu 2011 Alicja Wancerz-Gluza – współzałożycielka KARTY, inicjatorka i koordynatorka działań edukacyjnych oraz wszystkich internetowych Ośrodka – została odznaczona przez prezydenta RP Bronisława Komorowskiego Krzyżem Oficerskim Orderu Odrodzenia Polski „za wybitne zasługi w działalności na rzecz budowania społeczeństwa obywatelskiego, za osiągnięcia w podejmowanej z pożytkiem dla kraju pracy zawodowej i społecznej”.
W styczniu 2011 dobiegła końca szeroka debata publiczna po wydaniu przez Ośrodek Egzekutora – spowiedzi żołnierza AK, wykonawcy licznych wyroków śmierci; książka zyskała rangę sztandarowego głosu antywojennego. We wrześniu 2011 – jako szósta pozycja w serii „Świadectwa” – ukazała się autobiografia intelektualna Jacka Kuronia Taki upór, chronologiczne zestawienie różnego typu wypowiedzi polityka. Dyskusje w 35-lecie KOR-u nie potwierdzała jednak konkluzji z książki (najbardziej świadomy polityk, przywódca polskiego społeczeństwa od lat 60) – opinia publiczna pozostała w przekonaniu, że Kuroń nie był głównym przywódcą opozycji.
W 30-lecie KARTY, w lutym 2012, ukazała się książka Odkrycie KARTY: niezależna strategia pamięci opisująca chronologicznie lata 1982–2011. W styczniu Ośrodek znalazł się w trudnej sytuacji finansowej. Informacja, że KARTA jest na granicy bankructwa, uruchomiła kampanię medialną w jej obronie. W reakcji Kancelaria Senatu wpisała do budżetu państwa na rok 2012 „archiwistykę społeczną” jako pozycję w rezerwie celowej, a Ministrowie Kultury oraz Spraw Zagranicznych zadeklarowali pomoc resortową. Rozważano ratunkową koncepcję upaństwowienia Ośrodka, ale instytucja pozostała organizacją pozarządową.
W marcu 2013, przy okazji 90. rocznicy ustanowienia granicy polsko-litewskiej i 75. rocznicy polskiego ultimatum wobec Litwy, KARTA postawiła publicznie postulat otwartego dialogu historycznego z Litwinami. Władze państwowe odmówiły zabrania głosu. W maju, po 25 latach samodzielnego prowadzenia „Indeksu Represjonowanych”, Ośrodek – wobec braku środków na kontynuację – przekazał program do Instytutu Pamięci Narodowej: 316 tysięcy biogramów udostępnianych w Internetowym Centrum oraz 1,2 miliona biogramów w bazie roboczej wraz z podstawą w dokumentacji źródłowej. Jesienią KARTA ogłosiła utworzenie – w porozumieniu z MSZ – Międzynarodowego Archiwum Białoruskiego. Archiwum tworzone przez białoruską diasporę miało służyć przyszłej wolnej Białorusi. Przedstawicielstwo Unii Europejskiej, mimo zapowiedzi, nie poparło przedsięwzięcia.
W styczniu 2014 „Karta” (nr 78) ukazała się ostatni raz w dotychczasowym kształcie; odtąd kwartalnik zwiększył format, wychodzi w pełnym kolorze. Pozostała formuła (pismo świadectw, a nie opracowań historycznych). W pierwszej połowie lutego ze strony przedstawiciela niezależnych dziennikarzy z Kijowa padła  propozycja, by Ośrodek pomógł opisać ukraiński przełom. Jesienią, podczas rozmów w Kijowie z organizatorami Muzeum Majdanu, KARTA podjęła się zadania, nawiązała kontakt z kilkunastoma środowiskami i osobami dokumentującymi wydarzenia z przełomu 2013/2014. Powstała książka, która metodą montażu źródeł zapisała pamięć Ukraińców.
W styczniu 2015 czasopismo „Karta” (nr 82) przedstawiła Koniec Solidarności – w postaci załączonej płyty Ostatnie słowo „S” 24.06.1990 z zapisem dźwiękowym blisko siedmiogodzinnego zebrania Komitetu Obywatelskiego w Auditorium Maximum UW, zamykającego dekadę Solidarności 1980–1990. W październiku Ośrodek zorganizował – w Muzeum Historii Żydów Polskich POLIN – I Kongres Archiwów Społecznych, dzięki któremu archiwistyka społeczna stała się dziedziną uznawaną przez wiele środowisk pozarządowych, ale także zainteresowała instytucje państwowe. KARTA wprowadziła do swojej tradycji Dzień Darczyńcy – moment publicznych podziękowań dla osób poszerzających zasoby społeczne.
W 2016 Ośrodek stworzył program komputerowy do opracowania zbiorów – Otwarty System Archiwizacji, dostępny bezpłatnie dla sieci archiwów społecznych. W październiku uruchomiony zostaje Klub KARTY jako zaproszenie do stałego kontaktu z Ośrodkiem dla osób gotowych wspierać jego działalność. W grudniu, wspólnie z Teatrem Polskim w Warszawie, KARTA prowadziła debatę na temat przyszłości Białorusi; punktem odniesienia stała się wydana po polsku książka Andreja Sannikowa Białoruska ruletka opisująca sfałszowane wybory prezydenckie w 2010.
Wiosną 2017 w serii „Świadectwa” ruszyły dwie edycje dzienników: sześciotomowa Michała Römera (1911–45) i trzytomowa Wiktora Woroszylskiego (1953–96). W nr 92 „Karty” zapowiedziano udostępnienie całej zeskanowanej Deklaracji Podziwu i Przyjaźni dla Stanów Zjednoczonych, którą – według inicjatora akcji – w 1926 podpisało 5,5 miliona obywateli polskich. Kwartalnik przedstawił powody podziękowania: pomoc dyplomatyczną i materialną USA w latach 1917–1922. 
W styczniu 2018 ruszył roczny cykl Ośrodka „Nieskończenie Niepodległa” – przedstawiane co tydzień w „Rzeczpospolitej”, a następnie w wielu innych mediach, 52 tematy realizowane metodą KARTY prezentujące, co w latach 1918–2018 Polska zrobiła ze swoją niepodległością. Jesienią ukazała się dwutomowa Księga Stulecia Niepodległości przedstawiająca wiek niepodległości w edycji albumowej.
W 2019 dzięki darczyńcy Januszowi Miernickiemu KARTA ustanowiła coroczną Nagrodę KARTY. 27 marca pierwszym laureatem Nagrody KARTY im. Katarzyny Miernickiej za działania na rzecz pamięci historycznej służące wspólnocie obywatelskiej zostaje Mirosław Adam Supruniuk, twórca Archiwum Emigracji w Toruniu. Od września zaczęła działać Fundacja Domu Wschodniego, powołana także z udziałem Ośrodka, która w przyszłości ma ustanowić Dom Wschodni w zespole pałacowo-parkowym w Mordach k. Siedlec. Dom Wschodni powstał za sprawą podpisanej w 1999 umowy między Rodziną Przewłockich (w Mordach w latach 1912–1944) a Ośrodkiem – po odzyskaniu majątku w 2018 Rodzina, zgodnie z zapowiedzią, przekazała go Fundacji Domu Wschodniego na cele publiczne. Dla KARTY to miejsce powrotu do dialogu historycznego Polska–Wschód z akcentem na Białoruś, Ukrainę i Rosję. Planuje się tu gromadzić zbiory archiwalne i biblioteczne wschodnich mniejszości narodowych, co dotąd nie miało w Polsce miejsca.
Jesienią 2019, po nieudanych negocjacjach z Urzędem Miasta st. Warszawy w sprawie wsparcia KARTY jako koordynatora archiwistyki społecznej, wniosek taki został zgłoszony do resortu kultury. Lata 2015–2020 stały się okresem rozwoju archiwów społecznych – w wielu miejscach Polski tworzyć zaczęto nowe podmioty, powołując się na KARTĘ jako źródło inspiracji, a dalsza działalność w tym obszarze zaczęła przerastać możliwości KARTY.
W lutym 2020 rozpoczęło działalność Centrum Archiwistyki Społecznej powołane jako instytucja państwowa (z dotacją budżetową), współprowadzone przez resort kultury i Ośrodek. Część zespołu KARTY przeszło do CAS, dyrektorkami zostały liderki programu KARTY „Archiwistyka Społeczna”. KARTA nadal prowadzi własne archiwum, lecz nie zajmuje się archiwistyką w wymiarze ogólnopolskim. KARTA przekazała do CAS system OSA oraz portal Archiwa.org, dzięki czemu Centrum może koordynować działania sieci archiwów społecznych (ponad 600 w 2020), prowadzić szkolenia, tworzyć narzędzia dla różnych typów archiwów – dokumentowych, ikonograficznych, dźwiękowych, filmowych. Dzięki CAS „Karta” uruchomiła na swych łamach cykl „Małe ojczyzny”. Od kwietnia do listopada „Rzeczpospolita” i inne media prezentowały cotygodniowy cykl „Wiktoria 1920” opisujący chronologicznie wojnę z bolszewikami, a opracowany przez Ośrodek. 
W marcu 2021 nakładem Ośrodka ukazał się Marsz Białorusi. Sierpień–grudzień 2020 – prezentacja wydarzeń trzeciego, po Sierpniu 80 i Majdanie 2013/14, przełomu społecznego w przestrzeni posowieckiej. W następnych miesiącach powstały w KARCIE zespół herstoryczny prowadził prace nad Stuleciem kobiet – książką, której celem było zebranie świadectw kobiet nt. polskiej rzeczywistości patriarchalnej ostatnich stu lat. Już wcześniej, w nr. 96 „Karty” z 2018, redakcja kwartalnika zebrała – pod hasłem „Polka niepodległa” – świadectwa kobiece z okresu II RP. Ośrodek podjął próbę współpracy z Kongresem Kobiet i innymi organizacjami, by rozszerzyć przedwojenny obraz na całe stulecie; wtedy jednak bez skutku. Jesienią 2020 członkinie KARTY uznały, że herstoria warta jest zespołowego wysiłku. Stulecie kobiet miało premierę w marcu 2022, w Dzień Kobiet.

### Jubileusz 40-lecia i perspektywy na przyszłość (2022–)
W 2022 Ośrodek KARTA obchodził 40-lecie działalności, organizując serię wydarzeń poświęconych różnym aspektom historii. Zainicjowano także nowe projekty, takie jak Witryna Domu Wschodniego, która ma na celu upowszechnianie historii Europy Wschodniej. Organizacja stawia sobie za cel dalszy rozwój inicjatyw dokumentacyjnych i edukacyjnych. 
Przy ul. Narbutta 29 w Warszawie działają ogólnodostępne archiwum (1800 metrów bieżących dokumentów dostępnych w czytelni Ośrodka oraz w Bibliotece Cyfrowej) i księgarnia prowadzone przez Ośrodek KARTA.
Historia Ośrodka KARTA została opisana w książce Zbigniewa Gluzy „Odkrycie KARTY. Niezależna strategia pamięci”.

## Działalność Ośrodka KARTA

### Archiwum Ośrodka KARTA

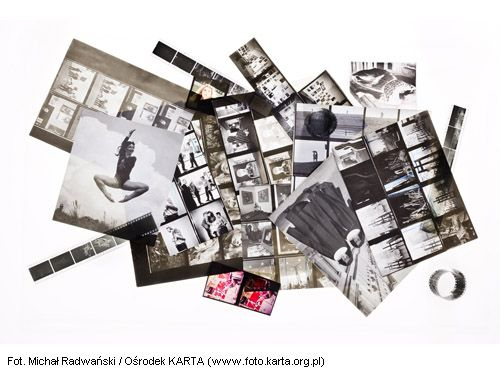
Zbiory Archiwum Fotografii Ośrodka KARTA. Fot. Michał Radwański / Fundacja Ośrodka KARTA

KARTA to największe w Polsce archiwum społeczne. Jego zbiory obejmują:
- Archiwum Wschodnie – relacje, wspomnienia i dokumenty z lat 1901–1956[50],
- Archiwum Opozycji – wspomnienia, wydawnictwa drugiego obiegu, kolekcje osobiste, tematyczne i środowiskowe z lat 1956–1990[51],
- Kolekcja „Solidarność” – narodziny ruchu – wpisana przez Międzynarodowy Komitet Doradczy UNESCO w ramach programu „Pamięć Świata”[52] na międzynarodową listę najważniejszych światowych zbiorów archiwalnych[53],
- jeden z największych zbiorów wydawnictw podziemnych, które wychodziły poza zasięgiem cenzury w latach 1976–1990,
- blisko 400 kolekcji osobistych, w tym m.in. Dariusza Baliszewskiego, Stanisława Cata-Mackiewicza, Macieja Drygasa, Marka Edelmana, Jerzego Jedlickiego, Jakuba Karpińskiego, Stefana Kisielewskiego, Jacka Kuronia, Jana Józefa Lipskiego, Jerzego Konrada Maciejewskiego, Zdzisława Najdera, Janusza Onyszkiewicza, Jerzego Poksińskiego, Anieli Steinsbergowej, Hanny Świdy-Ziemby,
- dziesiątki tysięcy osobistych relacji m.in. o obu wojnach światowych, przedwojennym świecie Kresów, codzienności okresu PRL-u czy doświadczeniu emigracji,
- 21 kolekcji środowisk społecznych, w tym Polskiej Akcji Humanitarnej, Komitetu Helsińskiego w Polsce, Federacji Młodzieży Walczącej;
- ponad 6300 dzienników i wspomnień (w tym plony konkursów)[54],
- 1800 metrów bieżących dokumentów dostępnych w czytelni Ośrodka oraz w Bibliotece Cyfrowej[47],
- Archiwum Fotografii – ponad 490 000 zdjęć z lat 1890–1990[55], w części dostępnych na stronie internetowej Fotokarta[56]. To m.in. zdjęcia wykonane przez profesjonalnych fotografów (m.in. Irenę Jarosińską, Romualda Broniarka, Jarosława Tarania) i fotoamatorów; największa w Polsce kolekcja fotografii dotyczących represji w czasie II wojny światowej; zdjęcia związane z działalnością opozycji antykomunistycznej w PRL; fotografie instytucji polskich działających poza granicami kraju (np. Instytutu Polskiego i Muzeum im. gen. Sikorskiego w Londynie, Studium Polski Podziemnej i Biblioteki Polskiej im. Ignacego Domeyki w Buenos Aires); zdjęcia zeskanowane w czasie wyjazdów dokumentacyjnych w Litwie, Białorusi, Ukrainie, Wielkiej Brytanii i Argentynie[57],
- Indeks Represjonowanych[58] – baza danych 1.500.000 biogramów i dokumentacji osób represjonowanych w ZSRR; program, w ramach którego zespół pracowniczy Ośrodka KARTA prowadził przez 25 lat prace dokumentujące imiennie masowe prześladowania pod okupacją sowiecką. Od 2013 kontynuację programu podjął Instytut Pamięci Narodowej[59].
- Archiwum Historii Mówionej Domu Spotkań z Historią i Ośrodka KARTA – 6600 nagrań, relacji świadków historii, we fragmentach relacji dostępnych na stronie internetowej[60].

### Działalność wydawnicza

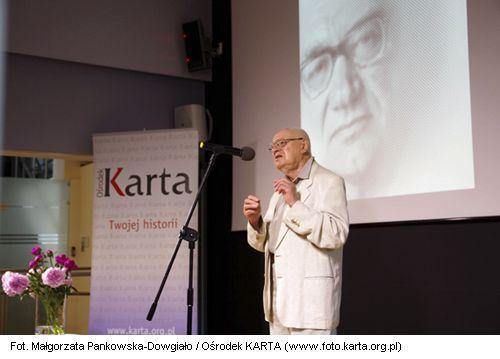
10 czerwca 2017, Dom Spotkań z Historią, Warszawa. Jubileusz urodzin Wiktora Woroszylskiego i premiera I tomu dzienników wydanych nakładem KARTY. Na zdjęciu Jacek Bocheński. Fot. Małgorzata Pankowska-Dowgiało / Fundacja Ośrodka KARTA

KARTA publikuje niemal wyłącznie teksty źródłowe – dzienniki, wspomnienia, relacje, listy, dokumenty – gdzie historię opowiadają świadkowie i uczestnicy wydarzeń. Dzięki tego rodzaju zapisom przeszłość staje się bliższa, niemal dotykalna, jest bardziej zrozumiała. Historia w takim ujęciu ukazuje swoją wielowymiarowość i skomplikowanie, ale odsłania także swoją ludzką twarz.
KARTA jest wydawcą licznych publikacji literatury faktu XX i XXI wieku, w tym kwartalnika „Karta”, serii: „Świadectwa. XX wiek”, montaże świadectw, „Zbliżenia. XX wiek”, antologie, m.in. „Droga na Północ. Antologia norweskiej literatury faktu” i „Łacińska wyspa. Antologia rumuńskiej literatury faktu”, serii „Żydzi polscy”, a także książek i albumów dokumentujących historię Europy Środkowo-Wschodniej. Publikacje te mają na celu upowszechnianie wiedzy o historii z perspektywy jednostek.
Kwartalnik „Karta” to pismo otwarte na różne świadectwa. Porusza tematy często zapomniane, pomijane lub trudne. Historię opowiada z różnych perspektyw narodowościowych, społecznych i politycznych – oddaje głos świadkom historii, uczestnikom oraz obserwatorom opisywanych wydarzeń. Współczesne komentarze historyków mają charakter pomocniczy.
Obecnie (stan na wrzesień 2024) redaktor naczelnym kwartalnika jest Zbigniew Gluza .

#### Nagrody:
Wybrane nagrody za poszczególne książki (w kolejności alfabetycznej):
- Dysydenci, Nieuleczalnie nieposłuszni, Aleksandr Podrabinek – Nagroda „Przeglądu Wschodniego” za rok 2017 w kategorii „Dzieła zagraniczne”, Nominacja do nagrody AMBASADOR NOWEJ EUROPY[69].
- Dzienniki. Michał Römer – Nagroda Historyczna POLITYKI 2019 w kategorii „Wydawnictwa źródłowe” (6 tomów)[70].
- Dzienniki. Wiktor Woroszylski – Nagroda w konkursie Nagród Historycznych POLITYKI 2020 w kategorii „Wydawnictwa źródłowe” (3 tomy)[71].
- Mrówka w słoiku. Dzienniki czeczeńskie 1994–2004, Polina Żerebcowa – Nominacja do Literackiej Nagrody Europy Środkowej Angelus w 2019[72].
- Polacy na Wschodzie, Historie mówione – Nominacja w konkursie Nagrody Historycznej POLITYKI 2023 w kategorii „Wydawnictwa źródłowe”[73].
- Polski wir I wojny 1914–1918 – Nominacja w konkursie Nagrody Historycznej POLITYKI 2015 w kategorii „Wydawnictwa źródłowe”[74][75].
- Salon. Niezależni w „świetlicy” Anny Erdman i Tadeusza Walendowskiego 1976–1979 – Nagroda Klio w kategorii varsaviana[76].
- Uchwycić życie. Wspomnienia, dzienniki i listy 1930–1989, Hanna Świda-Ziemba – Nagroda Historyczna POLITYKI 2019 w kategorii „Pamiętniki i wspomnienia”[77].
- Wojna o Wolność 1920 (2 tomy) – Nagroda Klio w kategorii edytorskiej[78].
- Wstaje świt, Dzienniki młodych z pierwszych lat powojennych – Nominacja w konkursie Nagród Historycznych POLITYKI 2018 w kategorii „Pamiętniki i wspomnienia”[79].
- Zawadiaka. Dzienniki frontowe 1914–1920, Jerzy Maciejewski – Najlepsza książka historyczna 2015 roku w konkursie „Historia zebrana” w kategorii „W rolach głównych” oraz nominacja w konkursie Nagród Historycznych POLITYKI 2016 w kategorii „Pamiętniki i wspomnienia”[80].

Listę wszystkich nagrodzonych lub nominowanych do nagród książek można znaleźć na stronie księgarni Fundacji Ośrodka KARTA.

### Działalność edukacyjna
KARTA organizowała ogólnopolski badawczy konkurs „Historia Bliska” dla uczniów szkół średnich, w którym w 20 edycjach konkursu wzięło udział ok. 16 000 uczniów. Jego założenia oparte na doświadczeniach wydawniczych i archiwistycznych Ośrodka KARTA obejmowały:
- wykorzystanie różnorodnych źródeł (w tym relacji naocznych świadków historii) samodzielnie pozyskiwanych, zebranych i skomponowanych przez młodzież;
- źródła znalezione w różnych archiwach: państwowych, lokalnych, prywatnych, domowych, szkolnych, kościelnych, gminnych, firm, teatrów itp.;
- konfrontacja relacji różnych świadków historii, krytyczna analiza dokumentów;
- główny temat konkursu zrealizowany na podstawie historii lokalnej, rodzinnej – „bliskiej” w przestrzeni i czasie;
- opowieść o ludziach ze środowiska, rodziny, wsi, miasta… – „bliskich sercu”;
- forma prezentacji: reportaże radiowe i filmowe, filmy dokumentalne, kolaże różnorodnych materiałów źródłowych (z komentarzem), opracowanie dokumentów do „wydania” lub kolekcji zdjęć, prezentacje multimedialne[82].

KARTA prowadzi portale edukacyjne:
- www.uczycsiezhistorii.pl[83];
- www.polska1926.pl[84].

Eksperci Ośrodka biorą udział w tworzeniu portalu Obywatelski HiT.

## Znaczenie i wpływ Ośrodka KARTA
KARTA odgrywa kluczową rolę w dokumentowaniu najnowszej historii Polski i Europy Środkowo-Wschodniej. Jego działalność edukacyjna i archiwalna przyczyniła się do szerzenia wiedzy historycznej, a także promowania dialogu międzykulturowego i pojednania narodowego.
Najważniejsze przedsięwzięcia:
- Archiwum Wschodnie (największe w Polsce zbiory związane z represjami sowieckimi[86]) oraz Indeks Represjonowanych – ogólnopolski program badawczy, który dokumentował losy osób represjonowanych. Dzięki temu przedsięwzięciu zasadniczo wzrosła wiedza w Polsce na temat losów wielu tysięcy osób prześladowanych, a także skali represji sowieckich[59]
- Historia Bliska – największy badawczy konkurs historyczny w Polsce – od 1997 20 edycji, w których wzięło udział ok. 16.000 uczniów[87]
- Dom Spotkań z Historią –n istytucja edukacyjna m.st. Warszawy,prezentująca historię XX wieku z naciskiem na totalitaryzm i konflikt w Europie oraz historię Warszawy
- Seria „Świadectwa” – zapisy źródłowe kluczowe dla zrozumienia historii XX wieku w Polsce i Europie Środkowo-Wschodniej: wspomnienia, dzienniki, listy uczestników i świadków najważniejszych wydarzeń i procesów społecznych ubiegłego stulecia. W serii ukazały się dotąd m.in.: Władimir Czernawin, Zapiski „szkodnika”. Wspomnienia więźnia łagrów sołowieckich; Václav Havel, Siła bezsilnego. Reportaż z pierwszego uwięzienia; Heinz Heger, Mężczyźni z różowym trójkątem. Świadectwo homoseksualnego więźnia obozu koncentracyjnego z lat 1939–1945; Friedrich Kellner, Dziennik sprzeciwu. Tajne zapiski obywatela III Rzeszy 1939–1942; Stefan Kisielewski, Reakcjonista. Autobiografia intelektualna; Zygmunt Klukowski, Zamojszczyzna 1918–1959; Janina Konarska, Dwór na wulkanie. Dziennik ziemianki z przełomu epok 1895–1920; Hans von Lehndorff, Dziennik z Prus Wschodnich. Zapiski lekarza z lat 1945–1947; Jan Józef Lipski, Umysł niepodległy. Autobiografia odczytana; Anja Lundholm, Wrota piekieł. Ravensbrück; Jerzy Konrad Maciejewski, Zawadiaka. Dzienniki frontowe 1914–1920; Anatolij Marczenko, Moje zeznania; Aleksander Podrabinek, Dysydenci. Nieuleczalnie nieposłuszni; Ksawery Pruszyński, Narrator rzeczywistości. Autoportret odczytany; Michał Römer, Dzienniki; Virgilia Sapieha, Amerykańska księżna. Z Nowego Jorku do Siedlisk; Michał Sokolnicki, Emisariusz Niepodległej. Wspomnienia z lat 1896–1919; Dziennik ankarski. Wybór z lat 1939–1945; Stanisława Sowińska, Gorzkie lata. Z wyżyn władzy do stalinowskiego więzienia; Sigrid Undset, Odzyskać przyszłość. Wspomnienia z ucieczki przed totalitaryzmami; Hanna Świda-Ziemba, Uchwycić życie. Wspomnienia, dzienniki i listy 1930–1989; Wiktor Woroszylski, Dzienniki, t. 1: 1953–1982, t. 2: 1983–1987, t. 3: 1988–1996.
- Seria „Żydzi polscy” – klasyka źródłowej literatury żydowskiej XX wieku, bezpośrednie świadectwa życia Żydów na ziemiach polskich w większości, choć nie tylko, opowiadające o doświadczeniu Holokaustu. W serii ukazały się m.in. Dotknięcie anioła Henryka Schönkera – zapis, na podstawie którego w 2015 Marek Tomasz Pawłowski stworzył fabularyzowany film dokumentalny nagradzany na międzynarodowych festiwalach filmowych; Testament Barucha Milcha, będący kanwą opery Baruchs Schweigen z 2010 roku; wybór świadectw z Archiwum Ringelbluma; Dni długie jak wieki. Świadectwo z ukrycia od powstania w getcie warszawskim 1943–1944 Mariana Berlanda, Stacja Treblinka Richarda Glazara; W krematoriach Auschwitz. Sonderbehandlung – mord na Żydach Filipa Müllera czy Spowiedź Calka Perechodnika

- KARTA prowadziła działalność na rzecz archiwistyki społecznej, m.in. wspierała archiwa społeczne przez szkolenia i webinaria, dostarczała archiwistom darmowe narzędzia do opracowywania i udostępniania materiałów archiwalnych: Otwarty System Archiwizacji, prowadziła ogólnopolski portal zbioryspoleczne.pl, który gromadzi informacje o polskich archiwach społecznych[88]. Organizacja uznawana za pioniera w dziedzinie archiwistyki społecznej w 2020 została współzałożycielką Centrum Archiwistyki Społecznej, aby wspierać oddolny ruch archiwów społecznych z całej Polski[3].
- Witryna Domu Wschodniego – przestrzeń i miejsce spotkań, które ma na celu promowanie wartości demokratycznych oraz praw człowieka.,pmiejsce rzeznaczone do dyskusji, badań nad dramatyczną przeszłością oraz teraźniejszością regionu, a także do wspólnej pracy na rzecz przyszłości opartej na demokracji i poszanowaniu praw człowieka[46].

### Nagrody (wybór)
- 1986–1989 – Wyróżnienia Polcul Foundation dla Zbigniewa Gluzy, Anny Mieszczanek, Piotra Mitznera, Elwiry Milewskiej-Zonn, Wojciecha Widłaka
- 1990 – Nagroda Stowarzyszenia Dziennikarzy Polskich dla zespołu redakcyjnego „Karty” za nową formułę pisania o historii najnowszej
- 2002 – Nagroda „Rzeczpospolitej” im. Jerzego Giedroycia za działalność w imię polskiej racji stanu dla Zbigniewa Gluzy i Ośrodka KARTA
- 2002 – Nagroda Główna Fundacji Pro Publico Bono w konkursie na Najlepszą Inicjatywę Obywatelską dla Fundacji Ośrodka KARTA
- 2008 – Nagroda Honorowa „Pro Publico Bono” w konkursie na Najlepsze Dzieło Obywatelskie dla Fundacji Ośrodka KARTA za stworzenie profesjonalnej instytucji rozwoju wiedzy, kształtującej standardy krzewienia pamięci i zarządzania Dziedzictwem Narodowym[24]
- 2008 – Nagroda „Memoria iustorum – Pamięć sprawiedliwych” arcybiskupa Józefa Życińskiego dla red. Zbigniewa Gluzy i zespołu redakcyjnego „Karty” za zasługi w dziedzinie poszukiwania nowych form współpracy polsko-ukraińskiej
- 2008 – Dyplom Polskiej Fundacji Katyńskiej dla Ośrodka KARTA w uznaniu zasług w dziedzinie ewidencjonowania ofiar represji, w zdobywaniu i publikowaniu ważnych rosyjskich dokumentów dotyczących zbrodni katyńskiej, za serię „Indeks Represjonowanych”
- 2009 – Nagroda Dwudziestolecia Odrodzenia Niepodległej Polski – Pro Publico Bono dla Ośrodka KARTA za „stworzenie instytucji rozwoju wiedzy kształtującej profesjonalne i etyczne standardy krzewienia pamięci i zarządzania dziedzictwem narodowym”[29]
- 2010 – Medal Powstania w Getcie Warszawskim przyznany przez Stowarzyszenie Żydów Kombatantów i Poszkodowanych w II Wojnie Światowej dla Ośrodka KARTA za szczególne zasługi w dziele pojednania, wzajemnego zrozumienia i zainteresowania tematyką żydowską w dowód „wdzięczności za kultywowanie przez KARTĘ pamięci o żydowskich bohaterach wspólnej historii Polski”[89]
- 2012 – Dyplom Stowarzyszenia Dziennikarzy Polskich dla kwartalnika „Karta” i wydawnictwa KARTA za konsekwentne odkrywanie świadków polskiej historii współczesnej
- 2016 – Nagroda internautów w konkursie „Historia Zebrana” na najlepszą książkę historyczną roku portalu historycznego Histmag.org i wortalu literackiego Granice.pl w kategorii „W rolach głównych” za książkę z serii „Świadectwa. XX wiek” Mężczyźni z różowym trójkątem. Świadectwo homoseksualnego więźnia obozu koncentracyjnego z lat 1939–1945 Heinza Hegera
- 2018 – Nagroda Jury w konkursie „Historia Zebrana” na najlepszą książkę historyczną roku portalu historycznego Histmag.org i wortalu literackiego Granice.pl w kategorii „Historia niebanalna” za dwutomową Księgę Stulecia Niepodległości
- 2019 – Nagroda Honorowa im. Jerzego Giedroycia od Uniwersytetu Marii Curie-Skłodowskiej dla Fundacji Ośrodka KARTA za rzetelne dokumentowanie i upowszechnianie historii najnowszej Polski i Europy Środkowo-Wschodniej oraz szerzenie tolerancji i demokracji
- 2021 – Nagroda Srebrny BohaterON im. Powstańców Warszawy w kategorii organizacja non-profit dla Ośrodka KARTA za cykl podcastów „Listy z XX wieku” oraz pakiet publikacji „Preludium wolności” – stworzenie i dystrybuowanie wartościowych materiałów o „Solidarności”, promowanie historii Sierpnia 80 na arenie międzynarodowej

Nagrody zdobyło także wiele książek. Pełen spis nagród zaprezentowany został w publikacji 40 lat KARTY.

## Finansowanie działalności
Ośrodek KARTA finansuje swoją działalność dzięki grantom, dotacjom i darowiznom przekazanym mu przez polskie i zagraniczne instytucje prywatne i rządowe oraz osoby prywatne, a także dzięki wpłatom z 1,5% podatku dochodowego od osób fizycznych.